# Abdullah Yusuf Azzam
Abdullah Yusuf Azzam (en árabe: عبد الله يوسف عزام, ‘Abdu'llāh Yūsuf ‘Azzām; 1941 – 24 de noviembre de 1989), conocido también como el Padre de la Yihad Mundial, fue un teólogo y ulema palestino, miembro fundador de Al-Qaeda. Azzam predicó tanto la yihad defensiva como ofensiva de los musulmanes para ayudar a los muyahidínes afganos contra el invasores soviético. Recaudó fondos, reclutó y organizó el esfuerzo internacional del voluntariado islámico de los árabes afganos durante la década de 1980, e hizo hincapié en los aspectos políticos del islam.
Azzam fue el profesor y mentor de Osama bin Laden y quién lo convenció para que fuera a Afganistán y colaborara con la yihad. Tras finalizar la guerra, ambos fundaron el grupo terrorista Al-Qaeda. También fue el cofundador de Lashkar-e-Taiba, un grupo radical islamista establecido en Cachemira, India.
Azzam murió asesinado por un coche bomba mientras estaba en Peshawar, Pakistán, en 1989.

## Primeros años en Cisjordania
Abdullah Yusuf Azzam nació en 1941 en el pueblo palestino de Silat al-Harithiya, aproximadamente a 8 kilómetros hacia el noroeste de Yenín, Cisjordania, que en aquel entonces estaba bajo el Mandato británico de Palestina. Azzam ha sido descrito por numerosos biógrafos como una persona excepcionalmente inteligente cuando era niño. Le gustaba leer, era un alumno destacado, y estudiaba temas que iban más allá de su nivel de grado.
A mediados de la década de 1950, Azzam se unió a los Hermanos Musulmanes después de ser influenciado por Shafiq Asad `Abd al-Hadi, un anciano profesor local, que era miembro de aquella organización. Reconociendo la mente aguda de Azzam, Shafiq Asad le impartió una educación religiosa y lo presentó ante varios líderes de los Hermanos Musulmanes. Esto llevó a que Azzam se mostrase más interesado hacia los estudios islámicos y comenzó un grupo de estudio en su pueblo. Posteriormente Asad lo presenta ante Muhammad `Abd ar-Rahman Khalifa, el Muraqib `Am (Supervisor General) de los Hermanos Musulmanes en Jordania. Khalifa conoció a Azzam durante varias visitas que realizó en Silat al-Harithiya. Durante esta parte de su vida, Azzam comenzó a leer los escritos de Hasan al-Banna y otras obras escritas por miembro de la organización.
Hacia finales de la década de 1950, y tras haber finalizado su educación primaria y secundaria, Azzam dejó Silat al-Harithiya y matriculado en la agrícola Universidad Khaduri en Tulkarem, a 30 kilómetros al suroeste de su pueblo. Aunque era un año menor que sus compañeros, obtuvo buenas calificaciones. Después de graduarse de la universidad, los estudiantes egresados fueron enviados a enseñar en escuelas locales. Azzam fue enviado al pueblo de Adir, cerca de la ciudad de Al Karak en el centro de Jordania. Según uno de sus biógrafos, Azzam había querido una posición más cercana su pueblo natal, pero fue enviado a una aldea distante, después de haber tenido una discusión con el decano de su universidad. Después de pasar un año en Adir, Azzam regresó a Cisjordania, donde enseñó en una escuela en el pueblo de Burqin, ubicado a 4 kilómetros al oeste de Yenín. Sus colegas en Burqin lo recuerdan como sensiblemente más religioso que ellos. Durante los descansos, mientras otros comían, Azzam se sentaba y se ponía a leer el Corán.

## Estudios religiosos en Damasco
En 1963, Azzam se matriculó en la Facultad de la Sharia en la Universidad de Damasco en Siria. Mientras estaba en Damasco, conoció a varios líderes y eruditos islámicos, incluyendo al Jeque Muhammad Adib Salih, el Jeque Sa`id Hawwa, el Jeque Mohamed Said Ramadan Al-Bouti, Mullah Ramadan al-Buti, y el Jeque Marwan Hadid. El mentor de Azzam, Shafiq Asad `Abd al-Hadi, falleció en 1964. Esto fortaleció la determinación de Azzam en labor por la causa del Islam. Durante las vacaciones, Azzam regresa a su pueblo, donde enseñó y predicó en una mezquita. Azzam se graduó con los más altos honores en 1966, recibiendo un Bachelor of Arts en Sharia. Después volvió a Cisjordania, donde enseñó y predicó en la región donde yace su pueblo. Tras la Guerra de los Seis Días de 1967, que finalizó con ocupación militar de Israel de Cisjordania, Azzam y su familia abandonaron la región y siguió el éxodo palestino hacia Jordania.

## En Jordania y Egipto
En Jordania, Azzam participó en operaciones paramilitares en contra de la ocupación israelí pero se vio desilusionado por la naturaleza secular y provincial de la coalición de resistencia palestina, mantenida bajo el estandarte de la Organización para la Liberación de Palestina (OLP), bajo el liderazgo de Yasser Arafat. En vez de perseguir la lucha de orientación marxista de la OLP, la cual era apoyada por la Unión Soviética, Azzam imaginaba la creación de un movimiento transnacional pan-islámico, que trascendiera en el mapa político de Oriente Medio, trazado por las potencias coloniales no musulmanas. Se cree que tuvo un rol como ideólogo en la fundación del movimiento palestino Hamás.
Azzam viajó a Egipto para continuar con sus estudios islámicos en la Universidad de Al-Azhar en El Cairo, en donde obtuvo el título de maestro de la Sharia. Regresó a Jordania, en donde fue docente de la Universidad de Jordania en Amán. En 1971, Azzam recibió una beca para volver a la Universidad de Al-Azhar, en donde obtuvo su doctorado en Principios de Jurisprudencia Islámica (Usool ul-Fiqh) en 1973.

## En Arabia Saudita
Después de obtener su doctorado en Egipto en 1973, Azzam regresó para enseñar en la Universidad de Jordania, pero sus puntos de vista radicales se vieron suprimidas allí, por lo que decidió viajar hacia Arabia Saudita. Durante la década de 1960, el rey Faisal de Arabia Saudita había dado la bienvenida a profesores exiliados de Siria, Egipto, y Jordania, de modo que hacia principios de la década de 1970, era común encontrar a muchos profesores secundarios y universitarios sauditas involucrados con miembros disidentes exiliados de los Hermanos Musulmanes.
Azzam tomó un cargo como académico de la Universidad Rey Abdul Aziz en Yeda, el cual permaneció hasta 1979. Osama bin Laden había sido estudiante de aquella universidad entre 1976 y 1981 y probablemente conoció a Azzam durante ese período.

## En Pakistán y Afganistán
1970 se convirtió en un año crucial para el movimiento islámico, con tres grandes acontecimientos revolucionarios en el mundo musulmán. El primero ocurrió el 16 de enero de 1979 con la Revolución iraní, la cual tuvo un gran éxito en su país, tras lograr derrocar la monarquía del shah Mohammad Reza Pahleví, lo que dio paso al surgimiento del primer estado teocrático islámico moderno, bajo el liderazgo del Ayatolá Ruhollah Jomeini.
El segundo gran intento de la Revolución islámica de ese año fue el de 20 de noviembre de 1979, tras el incidente de la Gran Mezquita en La Meca, ubicado al oeste de Arabia Saudita, el lugar más santo del Islam. El asedio de dos semanas y su sangriento desenlace impactaron al mundo musulmán, ya que cientos de rebeldes murieron en combate o fueron ejecutados. El acontecimiento fue explicado como una revuelta disidente fundamentalista en contra de la monarquía saudita. El régimen saudita reaccionó con represión, y en 1979, Azzam fue expulsado de la universidad en Yeda. Luego se mudó a Pakistán para estar cerca de la naciente Yijad afgana.
El tercer gran acontecimiento del año, fue el 25 de diciembre de 1979 cuando la Unión Soviética, en un intento de suprimir la creciente rebelión islámica, desplegó el 40.º Ejército hacia Afganistán, en apoyo a los asesores que tenía en el lugar.

### Apoyo a los muyahidínes afganos

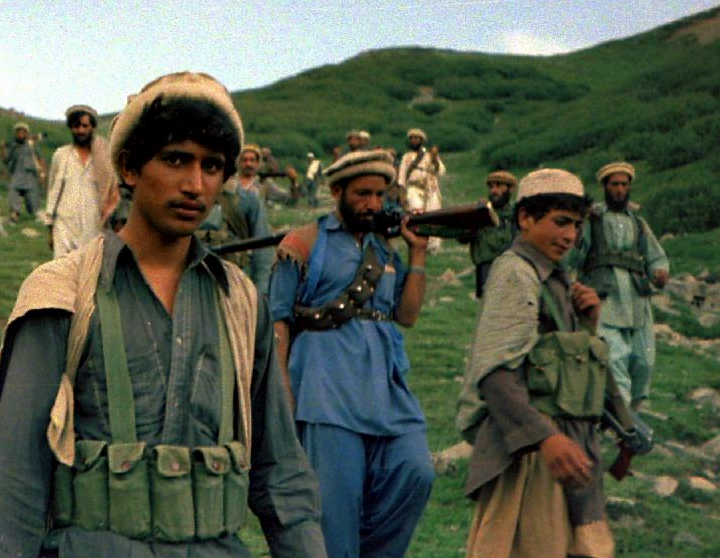
Azzam cumplió un rol clave en la guerra de Afganistán (1978-1992), atrayendo a numerosos jóvenes musulmanes de diversos países hacia la lucha armada. En la imagen, un grupo de muyahidínes cruzan la frontera Afganistán-Pakistán, 1985

Cuándo la Unión Soviética invadió Afganistán en 1979, Azzam emitió un fatua llamado Defensa de las Tierras Musulmanas, la Primera Obligación después de la Fe, en el que declaró que tanto la lucha afgana como palestina eran de carácter yihadista, y en el que asesinar a todos los habitantes de sus territorios (sin importar su fe) fue fard ayn (una obligación personal) para todos los musulmanes. El edicto fue apoyado por Gran muftí saudita, Abd al-Aziz Bin Baz.
En Pakistán en 1980, Azzam comenzó a enseñar en la Universidad Internacional Islámica en Islamabad. Poco después, se trasladó hacia Peshawar, que estaba más cerca de la frontera con Afganistán, donde estableció un Maktab al-Khadamat (Oficina de Servicios) para organizar casas de huéspedes en Peshawar y campamentos de formación paramilitar en Afganistán para preparar reclutas internacionales para el frente afgano. Se estima que entre 16 000 y 35 000 voluntarios musulmanes de todo el mundo, fueron a combatir en Afganistán. Miles de musulmanes más, asistieron a "escuelas fronterizas repletas de antiguos y futuros combatientes". Desde allí, Azzam pudo organizar la resistencia directamente en la frontera afgana. Peshawar está a solo 15 kilómetros del histórico Paso Khyber, a través de la cordillera Safed Koh, que está conectado al sureste con la montaña Hindu Kush. Esta fue la principal ruta para insertar combatientes extranjeros y apoyo material en el este de Afganistán, para la resistencia en contra del ejército soviético.
Después de que Osama bin Laden se graduara de la universidad en Yeda en 1981, también vivió durante un tiempo en Peshawar; Azzam convenció a bin Laden para que pudiera colaborar en la financiación del entrenamiento de reclutas. Algunos han sugerido que Mohammed Atef fue el responsable de convencer a Azzam de que abandonara sus actividades académicas, para dedicarse exclusivamente en predicar la yihad.
A través de al-Khadamat, bin Laden usó su fortuna para pagar boletos de avión y hospedaje, se encargó del papeleo de las autoridades pakistaníes y proporcionó otros servicios similares para colaborar con los combatientes yihadistas. Para mantener funcionando al-Khadamat, bien Laden instaló una red de mensajería que viajaba entre Afganistán y Peshawar, que continuó activa después de 2001, según Rahimullah Yusufzai, editor ejecutivo de The News International.
Después de la orientación y el entrenamiento, los reclutas musulmanes se ofrecieron como voluntarios para varias milicias afganas vinculadas con Azzam. En 1984, Osama bin Laden fundó Bait ul-Ansar (Casa de Ayudantes) en Peshawar para expandir la capacidad de Azzam para apoyar de apoyar a los voluntarios yihadistas árabes-afganos, y posteriormente, crear su propia milicia independiente.
En 1988, Azzam convenció a Ahmed Khadr para recaudar fondos para una nueva caridad llamada al-Tahaddi, con sede en Peshawar. Le concedió a Khadr una carta de reconocimiento para llevarla de regreso hacia la mezquitas en Canadá, a fin de pedir donaciones. Sin embargo, la pareja tuvo una confrontación mediática, debido a que Khadr insistió en que tenía el derecho de saber en qué se iba a gastar el dinero, mientras que los partidarios de Azzam lo etiquetaron como un espía de Occidente. Se convocó un tribunal de la Sharia en el complejo de bin Laden, y Azzam fue declarado culpable por difundir acusaciones falsas en contra de Khadr, aunque no se impuso ningún castigo o sentencia.
Tras emplearse tácticas de guerra asimétrica, el movimiento de resistencia afgano fue capaz de defenderse de las fuerzas soviéticas superiores durante gran parte de la guerra, aunque los muyahidínes armados ligeramente armados, sufrieron grandes pérdidas humanas. El gobierno saudita y Agencia Central de Inteligencia de los Estados Unidos (CIA), iban poco a poco incrementando el apoyo económico y militar a los muyahidínes afganos a lo largo de la década de 1980, en un esfuerzo de frenar el expansionismo soviético, y desestabilizar la Unión Soviética.
Con frecuencia, Azzam se unió a las milicias afganas y a las unidades musulmanas internacionales, mientras luchaba contra el ejército soviético en Afganistán. Buscó unificar elementos mediante la resolución de conflictos entre comandantes muyahidínes, y se convirtió en una figura inspiradora entre la resistencia afgana y los musulmanes que luchaban por la libertad en todo el mundo, por su apasionado apego hacia la yihad en contra de la ocupación extranjera.
En la década de 1980, Azzam viajó por todo Oriente Medio, Europa y Norteamérica, incluyendo 50 ciudades de los Estados Unidos, para recaudar fondos y predicar acerca de la yihad. Inspiró a jóvenes musulmanes con historias de hechos milagrosos, de muyahidínes que derrotaron a vastas columnas de tropas soviéticas sin ayuda de nadie, que habían sido arrollados por tanques pero sobrevivieron, y de otros que habían recibido disparos, pero ninguna de estas balas les habían impactado. También les mencionó que los ángeles fueron testigos para llegar hacia el conflicto montados en jinetes, y las bombas que caían fueron interceptadas por pájaros, los cuales volaron por delante de los aviones para formar un dosel protector hacia los soldados. El documental de televisión realizado por Steven Emerson llamado Terrorist Among Us: Jihad in America, incluye un extracto de un vídeo de Abdullah Azzam, en el que exhorta a su audiencia a emprender a yihad en los Estados Unidos (en el que Azzam explica: "significa combatir solo, luchando con la espada"), y su primo, Fayiz Azzam, dijo una vez: "La sangre debe fluir. Deben haber viudas; deben de haber huérfanos".

### Yihad mundial

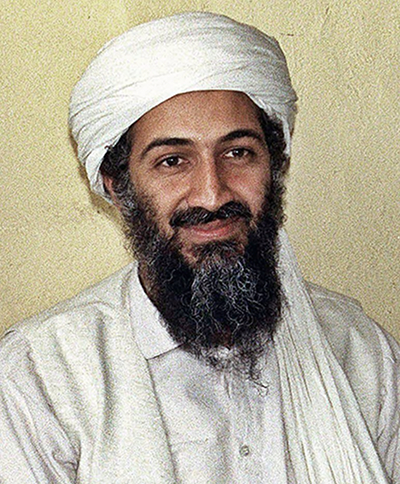
Osama bin Laden, se vio enormemente influenciado por Azzam, llegando a colaborar juntos. Posteriormente, ambos fundarían la red terrorista Al-Qaeda.

El eslogan registrado de Azzam era "La yihad y solo el rifle: nada de negociaciones, nada de conferencias y nada de diálogos". En Unirse a la Caravana, Azzam imploró a que los musulmanes se unieran en la defensa de las víctimas musulmanas de la agresión, para restaurar sus territorios de la dominación extranjera y para defender la fe islámica. Enfatizó en la violencia de la religión, predicando que, "quienes creen que el Islam puede florecer [y] ser victorioso en la Yihad sin luchar ni derramar sangre están equivocados, y no comprenden la naturaleza de esta religión".

Azzam ha sido criticado por justificar la muerte de civiles considerados mushrikeen (politeístas) en la yihad, diciéndole a sus seguidores que:
Muchos musulmanes saben sobre el hadiz en el que el Profeta ordenara a sus compañeros, que no mataran mujeres o niños, etc., pero muy pocos saben que hay excepciones a este caso. En resumen, los musulmanes no tienen que detener un ataque hacia los mushrikeen, si las mujeres no combatientes y los niños están presentes.
Dada a una amplia definición de mushrikeen utilizado por musulmanes estrictos, al menos un autor (Dore Gold) se ha preguntado si esto  podría haber llevado a que los partidarios de Azzam estuviesen menos preocupados a la hora de asesinar mujeres y niños.
Aun así, el hijo de Azzam, Huthaifa Azzam, le había dicho al periodista Henry Schuster que su padre por lo general, no apoyaba los ataques hacia la población civil.
Azzam construyó una infraestructura paramilitar académica, ideológica y práctica para la globalización de movimientos islamistas, que anteriormente se habían enfocado en las luchas de nacionalistas, revolucionarias, y de liberación separatistas. La racionalización filosófica de Azzam sobre la yihad mundial, y el enfoque práctico del reclutamiento y entrenamiento de militantes musulmanes de todo el mundo, convergieron para el posterior desarrollo de la organización terrorista al-Qaeda. En 1989, después de la retirada de los soviéticos de Afganistán, Azzam y su segundo al mando, Osama bin Laden, decidieron mantener su movimiento de forma permanente, y fundaron al-Qaeda.
Al igual que el influyente islamista Sayyid Qutb, Azzam instó en la creación de una "vanguardia pionera", como el núcleo de una nueva sociedad islámica. "Esta vanguardia constituye la base sólida [en árabe: qaeda] para la sociedad esperada (...) Continuaremos con la yihad sin importar el tiempo que dure, hasta el último aliento o pulso de corazón - o hasta que veamos el establecimiento del Estado islámico".
Desde su victoria en Afganistán, la yihad liberaría territorios musulmanes (o aquellos territorios en donde ellos son minoría como es el caso de las Filipinas, o que fueron anteriormente territorio musulmán como el caso de España) que son gobernados por los no-creyentes: los estados postsoviéticos de Asia Central, Bosnia y Herzegovina, Filipinas, Cachemira, Somalia, Eritrea, y España.
Creía que le mejor sitio para continuar con la yihad era su tierra natal, Palestina. Azzam planeaba entrenar brigadas de combatientes del grupo Hamás en Afganistán, quienes posteriormente regresarían para continuar la batalla contra Israel. Él veía a Hamás como "la punta de lanza en la confrontación religiosa entre los musulmanes y judíos en Palestina". Durante la Primera Intifada, apoyó políticamente, económicamente y logísticamente a Hamás, desde su base en Pakistán.
Esto último, lo llevó a ponerse en desacuerdo con otra influyente facción de árabes afganos, la Yihad Islámica Egipcia (YIE), liderado por Aymán al-Zawahirí. El próximo grupo de "infieles" contra los que el YIE quería realizar la yihad, era en contra de los autoproclamados musulmanes del gobierno egipcio y otros gobiernos musulmanes seculares, los judíos no israelitas, los cristianos europeos, y los indios hinduistas. Para la YIE, era importante la emisión de takfir para condenar al gobierno egipcio, que supuestamente era impío, pero Azzam rechazó el takfir de los musulmanes, incluyendo el que daban los gobiernos de esa creencia, que creían en la difusión de la fitna y la desunión dentro de la comunidad musulmana

## Asesinato
En 1989, Azzam sobrevivió a su primer intento de homicidio, debido a que no estalló un explosivo letal de TNT, que estaba ubicado en el púlpito que daba sus sermones todos los viernes. La mezquita árabe estaba en el barrio de la Universidad de Peshawar, ubicada en la Calle Gulshan Iqbal, al oeste de Peshawar. Abdullah Azzam utilizó la mezquita como el centro de la yihad, según una investigación de Reuters en el barrio. Si la bomba hubiera estallado, hubiera destruido la mezquita por completo, y habría asesinado a todos los que estaban en el edificio.
El 24 de noviembre de 1989, Muhammad Azzam conducía en un vehículo junto con su padre y su hermano para las oraciones del viernes en Peshawar, cuándo unos desconocido hicieron detonar una bomba, al momento en que el automóvil se acercó al lugar de esta, falleciendo tanto Azzam como los miembros de su familia. Instalado en una estrecha calle y al frente de una estación de servicio, el explosivo contenía un cable de 50 metros de extensión que conducía al sistema de alcantarillado donde supuestamente los esperaban los homicidas. Según la revista Time, Waheed Muzhda había visto lo que se suponía, era un equipo que realizaba tareas rutinarias que trabajaba en el mantenimiento de drenaje, en el lugar en donde se instaló la bomba, un día antes del asesinato. Azzam y sus hijos fueron enterrados cerca del mismo lugar en donde su madre había sido sepultada un año antes, el Cementerio Pabi de los Shuhadaa' (mártires), en Peshawar.

### Sospechosos
Dentro de los sospechosos de su asesinato se econtrban líderes de milicias islámicas rivales, como Osama bin Laden, como también pudo haber sido por parte de agentes de la CIA o del Mosad. El exagente del  FBI Ali Soufan mencionó en su libro Las Pancartas Negras, en la que sospecha que Ayman al-Zawahiri fue quién estuvo detrás del asesinato. El yerno de Azzam, Abdullah Anas, acusó al YIE de ser los responsables de la muerte de su suegro, tras emitir un fetua que decía: "una vez que los rusos fueron expulsados de Afganistán, no sería permisible que tomáramos partido".
Varios socios de Azzam indican que el asesinato fue parte de una purga hacia quienes estaban a favor de emprender la yihad en Palestina. En marzo de 1991, Mustapha Shalabi, quién dirigía el Maktab al-Khidmat, la Agencia de Servicios en Nueva York y fue también "quién dijo que prefería una siguiente estrategia Palestina, apareció muerto en su apartamento. Fue sucedido por Wadih el-Hage, quién más tarde sería el secretario personal de bin Laden.
Osama bin Laden también había sido acusado de ser uno de los responsables del asesinato, pero se ha visto que él poseía buenas relaciones con Azzam durante ese período. Sin embargo, se ha reportado que bin Laden tuvo una fuerte discusión con Azzam, en relación con el enfoque que iba tener Al Qaeda hacia sus operaciones. Bin Laden favoreció el uso de la organización para entrenar a combatientes en varias partes del mundo, mientas que Azzam favorecía el mantenimiento de los campos de entrenamiento en Afganistán.
También se cree que uno de los responsables del homicidio fue el Ministerio Iraní de Inteligencia, un activo oponente del Wahabismo. En 2009, el agente doble jordano Humam Khalil Abu-Mulal al-Balawi afirmó tener conocimientos de la cooperación entre la Dirección de Inteligencia de Jordania junto con la CIA, para llevar a cabo el asesinato.

## Legado
Después de su muerte, la ideología militante de Azzam y los manuales paramilitares relacionados con él, fueron promovidos a través de medios impresos e Internet por Azzam Publications, una casa editorial que operaba desde un buzón de una oficina de correos en Londres y en un sitio de Internet. Ambos fueron cerrados poco después de los atentados terroristas del 11 de septiembre de 2001 y permanece inactivo, aunque sitios de espejo persistieron durante algún tiempo después. Babar Ahmad, el supuesto administrador de azzam.com, aún espera una orden de extradición desde el Reino Unido hasta los Estados Unidos.
Azzam popularizó la idea de la lucha islámica armada (que luego fue realizada por múltiples grupos, como el Grupo Islámico Armado de Argelia (GIA)). Previo a su llegada, la declaraciones de la yiha del siglo XXI (como en contra Israel) fueron esencialmente retóricas y sirvieron más como una bendición religiosa de las guerras ya declaradas y organizadas por cuerpos laicos. Pero mediante sus constantes viajes y su exhortación de activistas, logrando que miles de personas fueran a entrenar y combatir en la lucha en Afganistán, haciendo que el llamado de Azzam por la yihad, surgiera realmente.
Azzam también amplió el concepto de la Yihad, predicando que aquella palabra era:
- La trascendencia en importancia: una hora en el camino de la yihad, vale más que 70 años de oración en casa.
- Y tuvo importancia global: … Si se infringe una porción del territorio musulmán del tamaño de una mano, entonces la yihad pasa a ser fard `ayn [una obligación personal] en cada hombre y mujer musulmana, donde el niño debe marchar hacia adelante sin el permiso de sus padres, y la esposa debe marchar sin el permiso de su marido.[49]

Azzam tuvo un impacto considerable. Las fetuas que retornaban al período de las Cruzadas urgieron a los musulmanes a defenderse contra una invasión, pero su afirmación de que «tal defensa era una obligación mundial», para que «todos los musulmanes del mundo tenían la obligación de tomar las armas» contra invasiones como la soviética, era «todo menos sin precedentes».
Se cree que Azzam tuvo influencia sobre los yihadistas de grupos como Al-Qaeda con la tercera etapa de su "proceso de las cuatro etapas de la yihad". Esta tercera etapa era la "ribat", definida como el "colocarse en la línea del frente, donde el Islam está bajo asedio". Se cree que esta idea refuerza la percepción de los militantes de una guerra civilizadora entre el Islam y Occidente".
Una foto de Abdullah Azzam y Omar Abdel-Rahman entre los años ochenta y noventa fue publicada.
Azzam visitó numerosos campus universitarios en los Estados Unidos, mientras buscaba fondos para la causa islámica.
Abdullah Azzam tiene un hijo llamado Huthaifa Azzam.
El periódico saudita Okaz, consideró a Azzam un "terrorista destructor", lo que causó la indignación de los seguidores de Azzam, y crearon un hashtag para borrar esa crítica hacia Azzam. En su defensa, el periódico afirmó que el artículo fue escrito por partidarios de Azzam. Los partidarios de Azzam respondieron al artículo de forma negativa a través de Twitter. El gobernador de Riad había conocido personalmente a Abdullah Azzam.

## Cita
- "De hecho [Ahmad Shah Masud] es el Héroe del norte".[72]

## Obras escritas
- Defensa de los Territorios Musulmanes: La Primera Obligación después de la Fe, 1979 (muchos errores tipográficos); 2002 (segunda edición en inglés, revisado con citas y ortografía mejorada): Es un estudio sobre los fallos legales de la Yihad. Habla de los tipos de Yihad, las condiciones bajo las cuales convierte la Yihad en una obligación para todos los musulmanes, el permiso de los padres, la lucha en la ausencia del Estado islámico y los tratados de paz con el enemigo.
- Unirse a la Caravana, 1987, 1991 (segunda edición en inglés): Un llamado a los musulmanes para establecer “una fundación sólida como base para el Islam” en Afganistán, mediante la expulsión de los invasores rusos de este territorio musulmán. El autor cita de forma extensa el Corán y hadices para sostener su jurisprudencia, sobre el por qué ahora existe la obligación individual (Fard Ain) de los musulmanes para viajar hacia Pakistán-Afganistán y se conviertan ellos mismo en combatientes o muyahidínes.
- La Gran Montaña: Libro biográfico sobre la vida de Tameem Adnani, un erudito de la yihad afgana. Contiene un relato exclusivo, descriptivo y de primera fuente de la Operación León de Den en Jaji, Afganistán, en 1987, en la que 50 muyahidínes resistieron durante varios meses, un asalto por parte de varios batallones soviéticos y comunistas.
- Las Señales de la Piedad en la Yihad del Afgano: Una versión completamente comprobada y revisada de un libro que enumera más de un centenar de relatos de supuestos milagros experimentados por muyahidínes durante la guerra soviético-afgana, desde cuerpos de mártires perfumados, hasta relatos de ángeles que iban a ayudar a los muyahidínes, entre otras afirmaciones de corte surrealista.
- Amantes de las Doncellas del Paraíso: Contiene biografías e historias de más de 150 muyahidínes que murieron durante la guerra soviético-afgana.
- Los Titanes del Norte: Libro escrito por Azzam, que no pudo ser impreso mientras él vivió. En él, elogia al destacado comandante Ahmad Shah Masud (quién sería más tarde asesinado por orden de Al-Qaeda) pero debido a que casi toda la ciudad de Peshawar era semi-propiedad del caudillo Gulbuddin Hekmatyar, rival de Masud, no había posibilidades de imprimir el libro.